# Fomes fasciatus
Fomes fasciatus är en svampart som först beskrevs av Olof Swartz, och fick sitt nu gällande namn av Mordecai Cubitt Cooke 1885. Fomes fasciatus ingår i släktet Fomes och familjen Polyporaceae.   Inga underarter finns listade i Catalogue of Life.